# رافائل پاپایان
رافائل آراماشوتی پاپایان (ارمنی: Ռաֆայել Արամաշոտի Պապայան؛ انگلیسی: Rafael Papayan؛ زادهٔ ۲۲ دسامبر ۱۹۴۲ - درگذشته ۵ اکتبر ۲۰۱۰) یک لغت‌شناسی، زندانی سیاسی، فعال حقوق بشر، نویسنده، قاضی و سیاستمدار اهل ارمنستان بود که از تاریخ ۱۹۹۵ تا تاریخ ۱۹۹۹ سمت نمایندگی دوره اول مجلس ملی جمهوری ارمنستان را برعهده داشت. وی پیشتر از تاریخ ۱۹۹۰ تا تاریخ ۱۹۹۵ سمت نمایندگی دوره اول شورای عالی جمهوری ارمنستان را برعهده داشت.

## زندگی‌نامه
در ۲۲ دسامبر ۱۹۴۲ در ایروان از والدینی به‌نام‌های آراماشوت پاپایان و یه‌وا پاپایان به دنیا آمد و از دانشگاه دولتی زبان‌ها و علوم اجتماعی بروسوف ایروان فارغ‌التحصیل شد. وی در دانشگاه دولتی ایروان فعالیت می‌کرد.  وی در ۵ اکتبر ۲۰۱۰ در سن ۶۷ سالگی در ایروان درگذشت.